# Спата

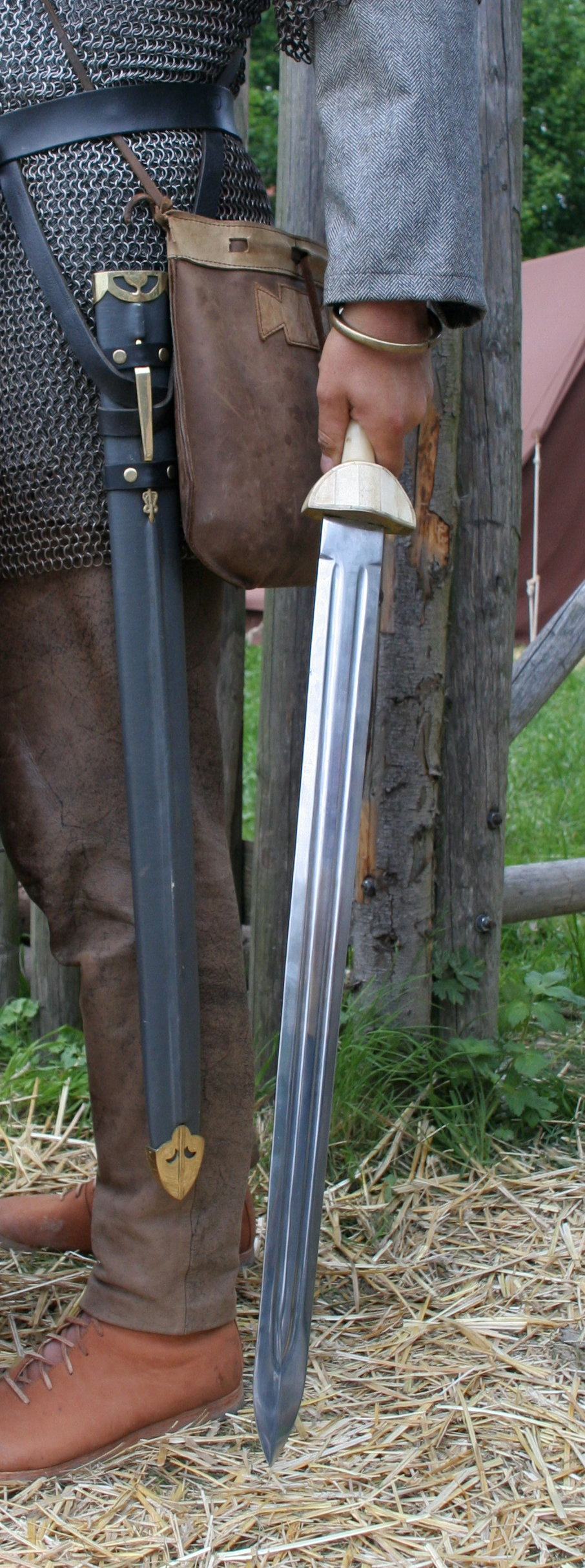
Сучасна реконструкція кавалерійської спати II століття

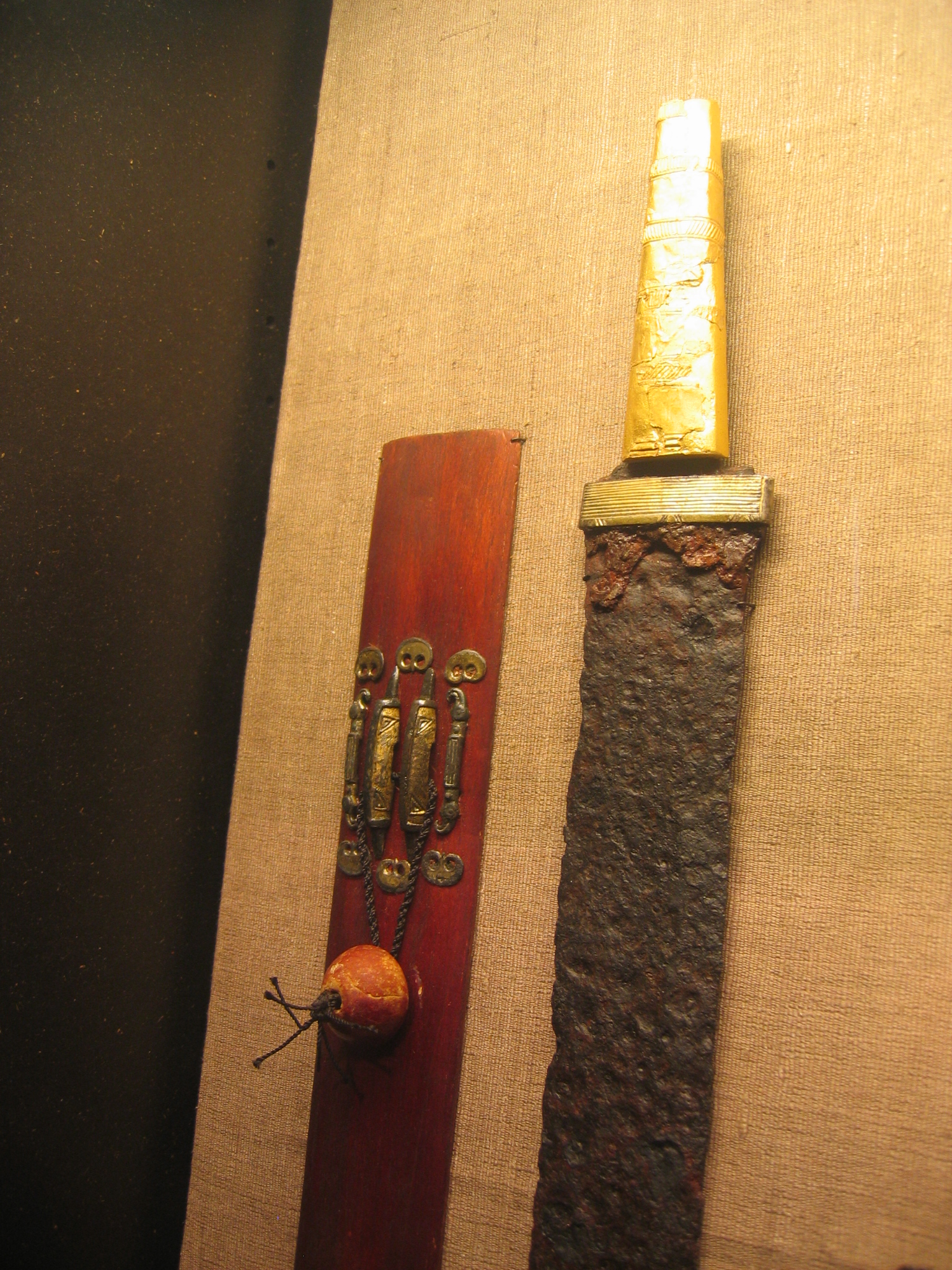
Алеманська спата із золотим руків'ям, V ст. н. е. Музей в Елльвангені

Спа́та або спа́тха (лат. spatha)  — довгий двосічний меч, винайдений кельтами. Використовувався переважно як зброя пішого бійця, але з опануванням верхової їзди, спата стала застосовуватися і кіннотниками: спочатку галльською, а пізніше і римською кіннотою.

## Етимологія
Латинське слово spatha вважають похідним від дав.-гр. σπάθη («широке металеве або дерев'яне полотно», «лопать»), яке, можливо, походить від пра-і.є. *sph₂-dʰ- і споріднене з хеттським išpatar («спис»), нім. Spaten та англ. spade («лопата»).
Від лат. spatha походять слова зі значенням «меч, шпага» в романських мовах (фр. épée, кат. espasa, ісп. і порт. espada, італ. spada, рум. spadă), а від італійського spada, в свою чергу, утворене й українське шпага.

## Історія
Спочатку спата була рублячим мечем із закругленим або прямокутним кінцем з довжиною клинка до 90 см. Кельти (галли) використовували в строю (Цезар. «Записки про галльську війну»). Галли були захоплені колючими властивостями гладіуса і вдосконалили спату вістрям. Модифікована спата була порівняно компактним рубаючо-колючим мечем, масою до 2 кг, з клинком шириною 4—5 см і завдовжки від 60 до 80 см. Для стройового бою спата годилася погано, але поєднувала великі можливості ведення індивідуального бою із зручністю носіння і могла, в принципі, зважаючи на свою відносно невелику вагу і низько розташованим центром ваги використовуватися вершником і без стремен.
У період ранньої Імперії спата була прийнята на озброєння у римській кінноті. Цьому сприяло і те, що з І століття до нашої ери у ній служило багато галльских найманців. На ІІІ ст. нашої ери спата замінила гладіус і у піхоті: відомо, що на початку ІІІ ст. римські легіонери та вершники почали носити мечі на лівому боці — можливо, внаслідок скасування щита-скутума і заміни гладіуса на спату (доти мечі та кинджали носили на лівому боці тільки начальники — вони нечасто користувалися щитом). Від римлян спата попала на озброєння франків, якими зберігалася в незмінності аж до VIII століття. Була популярна у германців в V столітті.

## Інше
- Спатарій — гладіатор (мірмілон або провокатор), озброєний спатою замість гладіуса